# 郑更生
郑更生（？—），男，汉族，中华人民共和国政治人物。现任中国摄影家协会分党组书记、驻会副主席。第十四届全国政协委员。